# Australisk smaragdduva
Australisk smaragdduva (Chalcophaps longirostris) är en fågel i familjen duvor inom ordningen duvfåglar.

## Utseende och läte
Australisk smaragdduva är en satt duva med grönglänsande vingar och chokladbrun kropp. Sången består av en accelerande och stigande serie med sorgsamma hoanden.

## Utbredning och systematik
Australisk smaragdduva delas upp i fyra underarter med följande utbredning:
- Chalcophaps longirostris timorensis – förekommer i östra Små Sundaöarna
- Chalcophaps longirostris longirostris – norra Australien
- Chalcophaps longirostris rogersi – östra Australien, Lord Howeön, Norfolkön och Nya Guinea
- Chalcophaps longirostris sandwichensis – Santa Cruzöarna, Banks Islands, Vanuatu och Nya Kaledonien

Den betraktas ibland som underart till asiatisk smaragdduva (C. indica).

## Levnadssätt
Australisk smaragdduva hittas i skog och skogsbryn. Där ses den födosöka på marken. Den skräms ofta upp först när man nästan trampar på den, då med smattrande vingar. Fågeln uppträder enstaka, men ibland i flockar eller smågrupper.

## Status och hot
Arten har ett stort utbredningsområde, men tros minska i antal, dock inte tillräckligt kraftigt för att den ska betraktas som hotad. Internationella naturvårdsunionen IUCN listar arten som livskraftig (LC).